# Фалько
Йоганн (Ганс) Гельцель (нім. Johann (Hans) Hölzel) (19 лютого 1957 — 6 лютого 1998), краще відомий за сценічним ім'ям Фалько — австрійський поп- та рок-музикант і репер.
Фалько мав декілька міжнародних хітів — «Rock Me Amadeus», «Der Kommissar», «Vienna Calling», «Jeanny», «The Sound of Musik», «Coming Home (Jeanny Part II, One Year Later)», та посмертно — «Out of the Dark». Пісня «Rock Me Amadeus» досягла № 1 в чартах Billboard , що зробило його єдиним переважно німецькомовним артистом, який мав вокальний № 1 в США (Берт Кемпферт досяг № 1 у січні 1961 року з інструментальною «Wonderland by Night»). Відповідно до розпорядників його майна, він продав 20 мільйонів копій альбомів та 15 мільйонів синглів, що робить його найбільш успішним австрійським співаком всіх часів. Через стиль частини його пісень, Фалько часто називають «першим білим репером».

## Ранні роки
Єдиний з трійні, що вижив, Йоганн вже з раннього дитинства демонстрував здатність до музики. Йому подарували дитячий рояль до четвертого дня народження; а рік потому, його подарунком на день народження був програвач, який він використовував, щоб грати музику Елвіса Преслі, Кліффа Річарда і Бітлз. У п'ять років він пройшов прослуховування до Віденської музичної академії, де було встановлено наявність у нього ідеального слуху.
1963 року Йоганн почав навчання у римо-католицькій приватній школі; через 4 роки, у віці 10 років, він перевівся до Райнерської гімназії у Відні. Майже тоді ж батько, Алоїс Хьолцел залишив родину, і Йоганна виховували мати та бабуся.
Він був виключений зі школи 1973 року через прогули і мати наполягла, щоб він почав стажування в австрійському інституті пенсійного страхування працівників. Однак це тривало недовго і в 17 років він добровільно відслужив в австрійській армії 8 місяців.
1977 року він поступив до Віденської музичної консерваторії, однак вже через семестр кинув, щоб «стати справжнім музикантом». Деякий час він прожив у Західному Берліні, де співав у джаз-роковій групі та заглиблювався у місцеву клубну сцену. Після повернення до Відня він вже взяв псевдонім «Фалько» (Falco), ймовірно на честь НДР-івського гірськолижного стрибуна нім. Falko Weißpflog (змінивши одну літеру для більш міжнародного вигляду), та грав у австрійських гуртах «Spinning Wheel» та «Hallucination Company». Пізніше, він був бас-гітаристом у австрійській хард-панк-роковій групі «Drahdiwaberl» (з 1978 по 1983 року). З «Drahdiwaberl» він записав та виконував пісню «Ganz Wien» («Весь Відень»), яку він пізніше включив до свого дебютного альбому «Einzelhaft» (Одиночне ув'язнення). Він також грав на бас-гітарі в групі «Ganymed», яка грала в стилі космічне диско, в 1981 році.

## Самостійна кар'єра
На концерті «Drahdiwaberl» 1981 року, Фалько побачив австрійський продюсер Маркус Шпігель, який запропонував йому перший контракт на альбом. Першим хітом Фалько був «Der Kommissar» з альбому 1982 року «Einzelhaft». Німецькомовна пісня про споживання наркотиків, що поєднує реп-куплети зі співаним приспівом, була № 1 у багатьох країнах, але не в США. Цікаво, що пісня отримала власне життя у двох англомовних версіях:
- британська рок-група «After the Fire» записала англомовну ковер-версію, слабко засновану на віршах Фалько, але теж з назвою «Der Kommissar» (де від оригінального тексту залишились лише «uh-oh», «ja, ja», «alles klar Herr Kommissar» та вигук «cha»), і ця версія досягла № 5 в США в 1983 році (їх єдиний великий хіт там), але не потрапила до UK Top 40;
- того ж року американська співачка Лора Бреніген записала версію пісні з новими англомовними віршами під назвою «Deep in the Dark» для свого альбому «Branigan 2».

Після того, як його другий альбом «Junge Römer» (Молоді римляни) не отримав того рівня міжнародного успіху, як його дебютний сингл (крім Австрії та Німеччини, де він очолив чарти), Фалько почав експериментувати з англійськими текстами, намагаючись збільшити свою привабливість та обрав нових продюсерів — Bolland & Bolland, що мало наслідком найбільш успішний альбом його кар'єри — «Falco 3». Фалько записав пісню «Rock Me Amadeus», частково натхненний фільмом-оскароносцем «Амадей», і після стала світовим хітом 1986 року, у тому числі досягла № 1 в США та Англії (найбільших ринках), Японії та ще дюжині країн. Пісня залишалась на вершині чарту Billboard Hot 100 три тижні, а альбом «Falco 3» досяг третього номера у альбомному чарті Billboard. Наступний сингл з альбому — «Vienna Calling», також став міжнародним хітом.

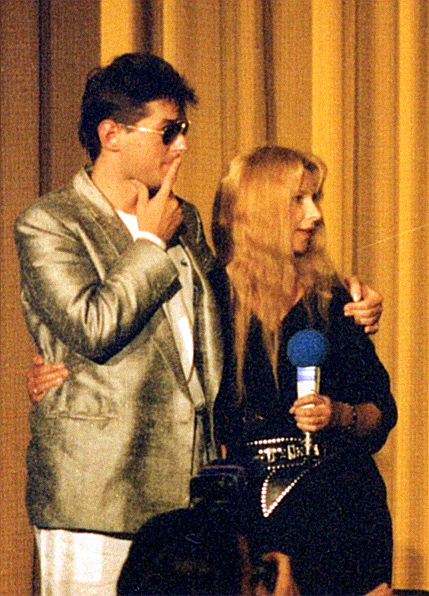
Фалько та актриса Урсела Монн (1986)

Пісня «Jeanny», третій сингл з альбому «Falco 3», знову вивела його на вершини європейських чартів. Дуже провокаційна історія «Jeanny», що розказана від імені ймовірного насильника та вбивці, була суперечливо сприйнята при запуску у Німеччині та Нідерландах, де декілька радіостанцій і діджеїв відмовились її грати, була проігнорована в США, але в цілому стала великим європейським хітом та отримала сіквел у наступному альбомі.
У 1986 році вийшов альбом «Emotional» (Емоційний), спродюсований Робом та Ферді Болландами (Bolland & Bolland), який включав такі пісні як «Coming Home (Jeanny Part II, One Year Later)», «The Sound of Musik», «The Kiss of Kathleen Turner» та «Kamikaze Capa», що була написана як триб'ют за померлим фотожурналістом Робертом Капа. З цим альбомом Фалько 1987 року поїхав у світовий тур «Emotional», що закінчився у Японії. Того ж року він заспівав дуетом з Бриджит Нільсен пісню «Body Next to Body»; сингл потрапив до Top 10 німецькомовних країн.
Після 1986 року у Фалько був ряд європейських хітів, але в Англії та США він майже не звучав. Альбом «Wiener Blut» (Віденська кров) вийшов вже 1988 року, однак поза межами Німеччини та Австрії особливого успіху не мав. Альбом 1992 року «Nachtflug» (Нічний політ), який містив пісню «Titanic», також був успішний у німецькомовних країнах, але міжнародного успіху не мав.

## Смерть

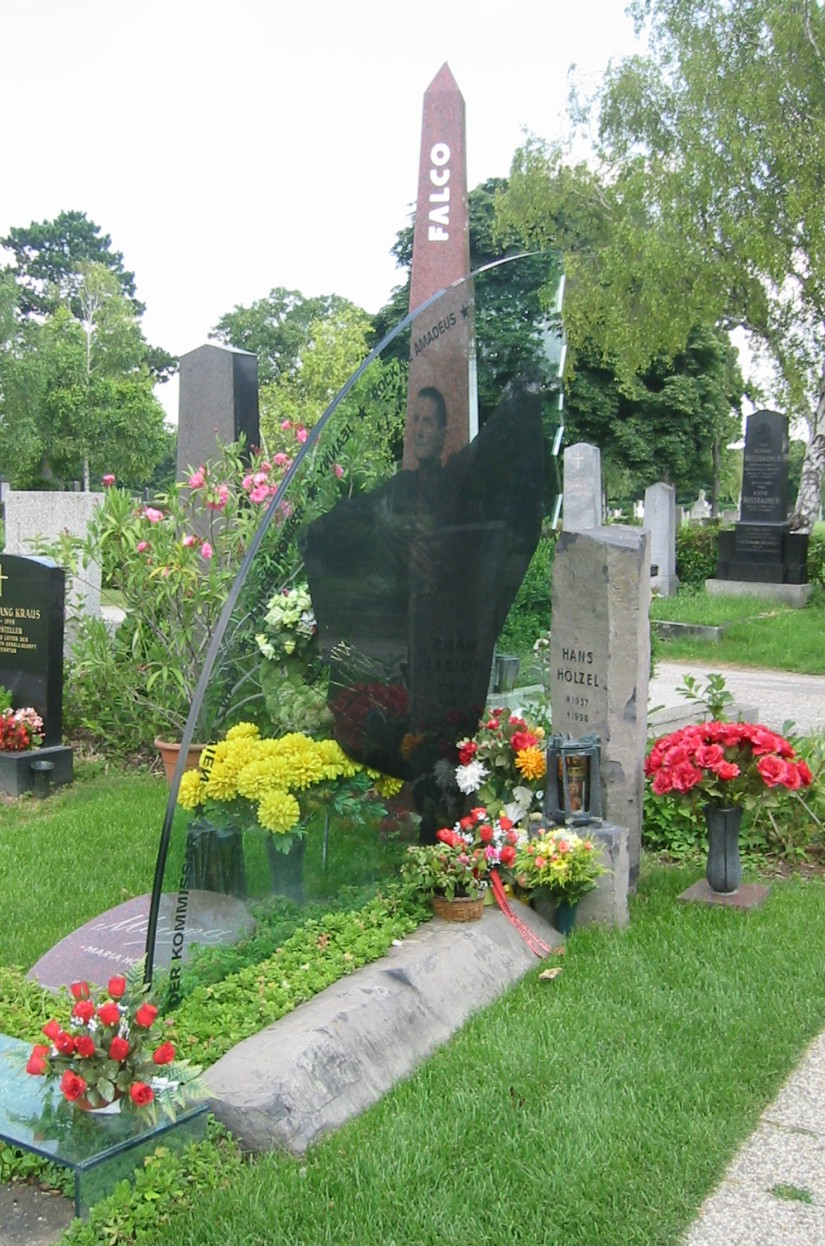
Могила Фалько на Центральному кладовищі Відня

Фалько помер від смертельних ушкоджень, отриманих ним 6 лютого 1998, коли його Mitsubishi Pajero врізався в автобус на дорозі між містами Вілла Монтельяно та Пуерто-Плата в Домініканській республіці. Він був під впливом алкоголю та кокаїну. На час своєї смерті він планував повернення на сцену. Фалько похований на Центральному кладовищі Відня, Австрія.

## Роботи після смерті

Обкладинка альбому «Hoch wie nie»

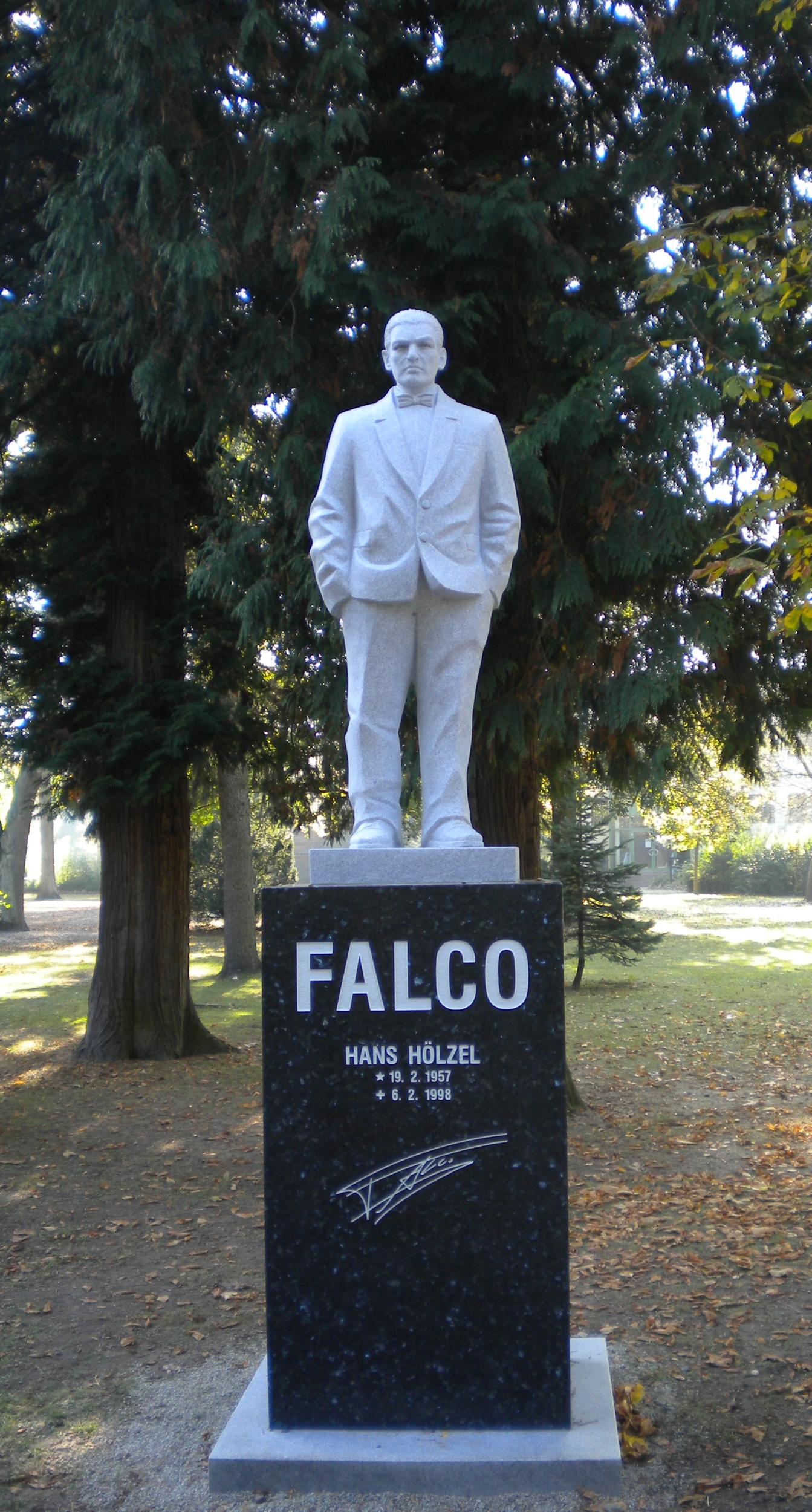
Статуя Фалько в Гарс-ам-Камп

Через декілька тижнів після смерті Фалько, вийшов записаний ним альбом «Out of the Dark (Into the Light)», який мав значний комерційний успіх. В Австрії він досяг № 1 і три місяці лишався в чартах; в Німеччині в Top 100 він протримався майже рік. В Німеччині та Австрії було продано два мільйона копій альбому та 3,5 мільйони копій синглу з тією ж назвою.
У подальші роки видавались і інші альбоми, серед них «Verdammt, wir leben noch» з раніше невиданими піснями та «Symphonic» (CD та DVD), з записом концерту Фалько 1994 року з симфонічним оркестром.

## Триб'юти
Роб та Ферді Болланд (голландські продюсери та співавтори майже половини альбомів Фалько) 1998 року випустили лонгплей «Tribute to Falco» під іменем The Bolland Project feat. Alida. Титульна пісня складалась з семплів з музики Фалько; інші пісні називались «We Say Goodbye» та «So Lonely».
Добрий друг Фалько — Нікі Лауда, назвав один з літаків Boeing своєї авіакомпанії Lauda Air «Falco» на честь співака.
Після Фалько «Rock Me Amadeus» часто використовується в музичному світі; її семпл був використаний різними групами, у тому числі Bloodhound Gang, які також згадують Фалько у своїй пісні 1999 року «Mope».
Ресторан «Marchfelderhof» у Відні має для Фалько постійно зарезервований столик.
У 2000 році ізраїльський режисер Джошуа Соболь поставив у Відні мультимедіашоу «F@lco — A Cyber Show» під музичним керівництвом лідера групи Фалько Томаса Рабіча, в якому життя Фалько було парафразовано як боротьба з могутнім Над-Я. Сцена видавалася у аудиторію у формі символу @, на якому за допомогою лазера, 3D-анімації та водяного екрану проектувалася фігура Фалько у стилі інтерактивного рок-концерту.
24 вересня 2000 року у берлінському Театрі Заходу відбулася прем'єра мюзиклу «Falco meets Amadeus», а з квітня 2006 року мюзикл дебютував і в Дюссельдорфі.
На десяту річницю загибелі Фалько, 7 лютого 2008 року в Австрії на екрани вийшов фільм-біографія «Falco — Verdammt, wir leben noch!», головну роль в якому зіграв 28-річний австрійський музикант Мануель Рубі, фронтмен групи «Mondscheiner».

## Поп-культура
Пісня «Rock Me Amadeus» часто використовувалась як джерело в ряді пародій, фільмів, ТБ-шоу та реклам.
Пародійна версія 1985 року під назвою «Rock Me Jerry Lewis» в США на № 1 в чарті The Dr. Demento's Funny Five та здобула увагу самого Джеррі Льюїса, який почав використовувати її у своїх шоу.
«Дивний Ел» Янковик спародіював пісню у своїй пісні «Polka Party» 1986 року. В серіалі «Сімпсони», епізод «A Fish Called Selma» (1996), оффбіт-варіант був використаний у музичній презентації фільму «Планета мавп» зі словами «Amadeus, Amadeus» заміненими на «Dr. Zaius, Dr. Zaius». Аналогічне використання було і в мультсеріалі «Гріфіни» (сезон 4, серія 6, 2005). Програма «The Daily Show with Jon Stewart» показала пародію «Iraq Me Dave Petraeus», як музичний вступ до сегменту, що повторювався декілька разів, про доктрину генерала США про війну в Іраку 2007/2008 рр.
В комедії 1986 року «The Whoopee Boys» один з головних героїв співав «Rock Me Amadeus» в счені зі шведським столом.
В 2012 року, кетчер Бостон Ред-Сокс Джаррод Салталамакк'я використав пісню як пісню свого виходу до біти.
У більш пізньому епізоді «Сімпсонів», «Behind the Laughter», Віллі Нельсон каже, «Thank you, Taco, for that loving tribute to Falco», в рамках ще одного вигаданого триб'юту. Фалько також згадували у американських сатиричних серіалах «Американський тато!» та «The Tick».
У фільмі 2009 року «Парк культури і відпочинку» «Rock Me Amadeus» звучить багато разів як частина музики в парку, що врешті викликає презирство його працівників.
В 2014 році німецька повер-метал група Edguy включила кавер на «Rock Me Amadeus» до свого альбому «Space Police: Defenders of the Crown».

## Дискографія

### Студійні альбоми
| Рік  | Назва                                 | Найвище місце | Найвище місце | Найвище місце | Найвище місце | Найвище місце | Найвище місце | Найвище місце | Найвище місце | Найвище місце | Найвище місце | Найвище місце |
| Рік  | Назва                                 | AUT           | GER           | SWI           | UK            | US            | CAN           | NOR           | NLD           | SWE           | ITA           | EUR           |
| ---- | ------------------------------------- | ------------- | ------------- | ------------- | ------------- | ------------- | ------------- | ------------- | ------------- | ------------- | ------------- | ------------- |
| 1982 | Einzelhaft                            | 1             | 19            | -             | -             | 64            | 31            | -             | -             | 45            | 21            |               |
| 1984 | Junge Roemer                          | 1             | -             | -             | -             | -             | -             | -             | -             | -             | -             |               |
| 1985 | Falco 3                               | 1             | 2             | 1             | 32            | 3             | 7             | 3             | 15            | -             | -             |               |
| 1986 | Emotional                             | 1             | 1             | 5             | -             | -             | -             | 7             | -             | -             | -             |               |
| 1988 | Wiener Blut                           | 2             | 9             | 12            | -             | -             | -             | -             | -             | -             | -             |               |
| 1990 | Data de Groove                        | 11            | -             | -             | -             | -             | -             | -             | -             | -             | -             |               |
| 1992 | Nachtflug                             | 1             | 73            | -             | -             | -             | -             | -             | -             | -             | -             |               |
| 1998 | Out of the Dark                       | 1             | 3             | 4             | -             | -             | -             | -             | -             | -             | -             |               |
| 1999 | Verdammt wir leben noch               | 3             | 35            | -             | -             | -             | -             | -             | -             | -             | -             |               |
| 2007 | Einzelhaft (25th Anniversary Edition) | 22            | -             | -             | -             | -             | -             | -             | -             | -             | -             | -             |
| 2009 | The Spirit Never Dies                 | 1             | 3             | 33            | -             | -             | -             | -             | -             | -             | -             | -             |
| 2010 | Falco 3 (25th Anniversary Edition)    | 22            | -             | -             | -             | -             | -             | -             | -             | -             | -             | -             |

### Компіляції/концертні записи
| Рік  | Назва                                    | Найвище місце | Найвище місце | Найвище місце | Найвище місце | Найвище місце | Найвище місце | Найвище місце | Найвище місце | Найвище місце | Найвище місце | Найвище місце |
| Рік  | Назва                                    | AUT           | GER           | SWI           | UK            | US            | CAN           | NOR           | NLD           | SWE           | ITA           | EUR           |
| ---- | ---------------------------------------- | ------------- | ------------- | ------------- | ------------- | ------------- | ------------- | ------------- | ------------- | ------------- | ------------- | ------------- |
| 1991 | The Remix Hit Collection                 | -             | 51            | -             | -             | -             | -             | -             | -             | -             | -             |               |
| 1996 | Greatest Hits                            | 2             | -             | -             | -             | -             | -             | -             | -             | -             | -             |               |
| 1997 | Greatest Hits Vol. II                    | 8             | -             | -             | -             | -             | -             | -             | -             | -             | -             |               |
| 1998 | Best Of                                  | 7             | -             | -             | -             | -             | -             | -             | -             | -             | -             |               |
| 1998 | The Hit-Singles                          | -             | 7             | -             | -             | -             | -             | -             | -             | -             | -             |               |
| 1999 | The Final Curtain — The Ultimate Best Of | 1             | 2             | 6             | -             | -             | -             | -             | -             | -             | -             |               |
| 1999 | Live Forever (live album)                | 34            | -             | -             | -             | -             | -             | -             | -             | -             | -             |               |
| 2007 | Hoch wie nie (Best Of)                   | 1             | 2             | 5             | -             | -             | -             | 18            | -             | -             | -             | 6             |
| 2008 | Falco Symphonic (Wiener Neustadt 1994)]] | 1             | 15            | 34            | -             | -             | -             | -             | -             | -             | -             | 34            |
| 2008 | Ultimate Collection                      | -             | -             | -             | -             | -             | -             | -             | -             | -             | -             | -             |
| 2011 | Essential                                | -             | -             | -             | -             | -             | -             | -             | -             | -             | -             | -             |
| 2012 | So80s Presents Falco                     | 48            | -             | -             | -             | -             | -             | -             | -             | -             | -             | -             |

### Сингли
| Рік  | Назва                                                        | Найвище місце | Найвище місце | Найвище місце | Найвище місце | Найвище місце | Найвище місце | Найвище місце | Найвище місце | Найвище місце | Найвище місце | Найвище місце | Найвище місце | Найвище місце | Найвище місце | Найвище місце | Найвище місце | Найвище місце | Найвище місце | Найвище місце | Найвище місце |
| Рік  | Назва                                                        | AUT           | GER           | SWI           | UK            | NLD           | FRA           | ITA           | SPA           | NOR           | SWE           | DEN           | FIN           | SWI           | US            | CAN           | JPN           | NZ            | AUS           | ZA            |               |
| ---- | ------------------------------------------------------------ | ------------- | ------------- | ------------- | ------------- | ------------- | ------------- | ------------- | ------------- | ------------- | ------------- | ------------- | ------------- | ------------- | ------------- | ------------- | ------------- | ------------- | ------------- | ------------- | ------------- |
| 1981 | «That Scene» (англ.версія «Ganz Wien»)                       | 11            |               |               |               |               |               |               |               |               |               |               |               |               |               |               |               |               |               |               |               |
| 1981 | «Der Kommissar»                                              | 1             | 1             | 2             | -             | 17            | 3             | 1             | 1             | 3             | 4             | -             | 6             | 1             | 72            | 11            | 1             | 4             | 7             |               |               |
| 1982 | «Maschine brennt» **                                         | 4             | 10            |               |               | -             |               |               | 34            | 4             |               |               |               |               |               | -             |               | -             |               |               |               |
| 1982 | «Auf der Flucht»                                             |               |               |               |               |               | -             |               |               |               |               |               |               |               |               | -             |               | -             |               |               |               |
| 1982 | «Zuviel Hitze» (лише промо)                                  |               | -             |               |               |               |               |               |               |               |               |               |               |               |               |               |               |               |               |               |               |
| 1984 | «Junge Römer»                                                | 8             | -             | 24            |               | -             |               |               | 2             |               |               |               |               |               | -             |               | -             |               |               |               |               |
| 1984 | «Nur mit Dir»                                                | -             | -             |               |               |               |               |               |               |               |               |               |               |               |               |               |               |               |               |               |               |
| 1984 | «Kann es Liebe sein?» (з Désirée Nosbusch)                   |               | -             |               |               |               |               |               |               |               |               |               |               |               |               |               |               |               |               |               |               |
| 1985 | «Rock Me Amadeus»                                            | 1             | 1             | 2             | 1             | 2             | 3             | 2             | 1             | 6             | 1             | 1             | 30            | 1             | 1             | 1             | 1             | 1             | 15            | 1             |               |
| 1985 | «Vienna Calling»                                             | 3             | 4             | 7             | 10            | -             | -             | -             | 5             | -             | 11            | 10            | 27            | -             | 18            | 13            | 14            | 10            | 75            | -             |               |
| 1985 | «Jeanny»                                                     | 1             | 1             | 1             | 68            | 1             | 25            | 14            |               | 1             | 7             | -             | -             | -             | -             | -             | 5             | -             | -             | -             |               |
| 1986 | «The Sound of Musik»                                         | 4             | 4             | 11            | 61            | -             | -             | 42            | 4             |               |               | 13            | 15            |               |               |               | 6             | 29            |               |               |               |
| 1986 | «Coming Home (Jeanny Part 2)»                                | 4             | 1             | 3             |               |               | -             |               |               | 4             | 11            |               |               |               |               |               |               |               |               |               |               |
| 1987 | «Emotional»                                                  | -             | 50            | -             | 85            |               | -             |               | 11            |               |               | 13            |               |               | -             |               | -             |               |               |               |               |
| 1987 | «Body Next to Body» (з Бриджит Нільсен)                      | 6             | 22            | -             | -             |               |               | 35            | 37            |               |               | 9             |               | -             |               | -             | 1             |               | 44            |               |               |
| 1988 | «Wiener Blut»                                                | 4             | 9             | 24            |               |               | -             |               | -             |               |               | 13            |               |               | -             |               | -             |               |               |               |               |
| 1988 | «Satellite to Satellite»                                     | -             | -             |               |               |               |               |               |               |               |               | 11            |               |               |               |               | 7             |               |               |               |               |
| 1988 | «Garbo»                                                      |               |               |               |               |               | -             |               |               |               |               |               |               |               |               |               |               |               |               |               |               |
| 1988 | «Do It Again»                                                |               |               |               |               |               |               |               |               |               |               |               |               |               | -             |               |               |               |               |               |               |
| 1990 | «Data de Groove»                                             | 12            | -             |               |               |               |               |               |               |               |               |               |               |               | -             |               |               |               |               |               |               |
| 1990 | «Charisma Kommando»                                          | -             | -             |               |               |               | -             |               |               |               |               |               |               |               |               |               |               |               |               |               |               |
| 1991 | «Rock Me Amadeus» (Remix 1991)                               | -             | -             |               |               |               |               |               |               |               |               |               | 19            |               |               |               |               |               |               |               |               |
| 1991 | «Der Kommissar» (Remix 1991)                                 |               | -             |               |               |               |               |               |               |               |               |               | 25            |               |               |               |               |               |               |               |               |
| 1992 | «Nachtflug» (лише в Нідерландах)                             |               |               |               |               | -             |               |               |               |               |               |               |               |               |               |               |               |               |               |               |               |
| 1992 | «Titanic»                                                    | 3             | 47            |               |               | -             |               |               |               |               |               |               |               |               |               |               |               |               |               |               |               |
| 1992 | «Dance Mephisto»                                             | 17            | -             |               |               | -             |               |               |               |               |               | 2             |               |               |               |               |               |               |               |               |               |
| 1993 | «Monarchy Now» (лише австрійське промо)                      | -             |               |               |               |               |               |               |               |               |               |               |               |               |               |               |               |               |               |               |               |
| 1995 | «Mutter, der Mann mit dem Koks ist da» (як T>>MA)            | 3             | 11            | 30            |               | -             |               |               |               |               |               | 3             |               |               |               |               |               |               |               |               |               |
| 1996 | «Naked» (як Falco featuring T>>MB)                           | 4             | 50            |               |               | -             |               |               |               |               |               |               |               |               |               |               |               |               |               |               |               |
| 1998 | «Out of the Dark»                                            | 2             | 2             | 3             |               |               |               |               |               |               |               |               |               |               |               |               |               |               |               |               |               |
| 1998 | «Egoist»                                                     | 6             | 4             | 19            |               |               |               |               |               |               |               |               |               |               |               |               |               |               |               |               |               |
| 1998 | «Der Kommissar» (ремікси Jason Nevins та Club 69)            | 39            | -             | -             | -             | -             | -             | -             | -             | -             | 49            | -             | -             | -             | -             | -             | -             | -             | -             | -             |               |
| 1999 | «Push! Push!»                                                | 9             | 50            |               |               |               |               |               |               |               |               |               |               |               |               |               |               |               |               |               |               |
| 1999 | «Verdammt wir leben noch»                                    | 26            | -             |               |               |               |               |               |               |               |               |               |               |               |               |               |               |               |               |               |               |
| 2000 | «Europa»                                                     | -             | -             |               |               |               |               |               |               |               |               |               |               |               |               |               |               |               |               |               |               |
| 2007 | «Männer des Westens» (T. Börger Version 2007)                | 14            | 55            |               |               |               |               |               |               |               |               |               |               |               |               |               |               |               |               |               |               |
| 2007 | «FALCOs 1. (Chance To Dance / Summer)»                       | -             |               |               |               |               |               |               |               |               |               |               |               |               |               |               |               |               |               |               |               |
| 2008 | «Der Kommissar (версія Falco Symphonic)» (лише завантаження) | 49            |               |               |               |               |               |               |               |               |               |               |               |               |               |               |               |               |               |               |               |
| 2008 | «Die Königin von Eschnapur» (лише в Австрії)                 | -             |               |               |               |               |               |               |               |               |               |               |               |               |               |               |               |               |               |               |               |
| 2009 | «The Spirit Never Dies (Jeanny Final)»                       | 3             | 3             | 33            |               |               |               |               |               |               |               |               |               |               |               |               |               |               |               |               |               |
| 2010 | «Kissing in the Kremlin» (лише завантаження)                 |               |               |               |               |               |               |               |               |               |               |               |               |               |               |               |               |               |               |               |               |

- **Сингл з подвійною А-стороною «On The Run/Maschine Brennt» досяг № 9 у US Hot Dance Club Play.
- — сингл не потрапив до чарту.
- пуста клітинка означає, що в цій країні пісня синглом не виходила.